# Pemrlování

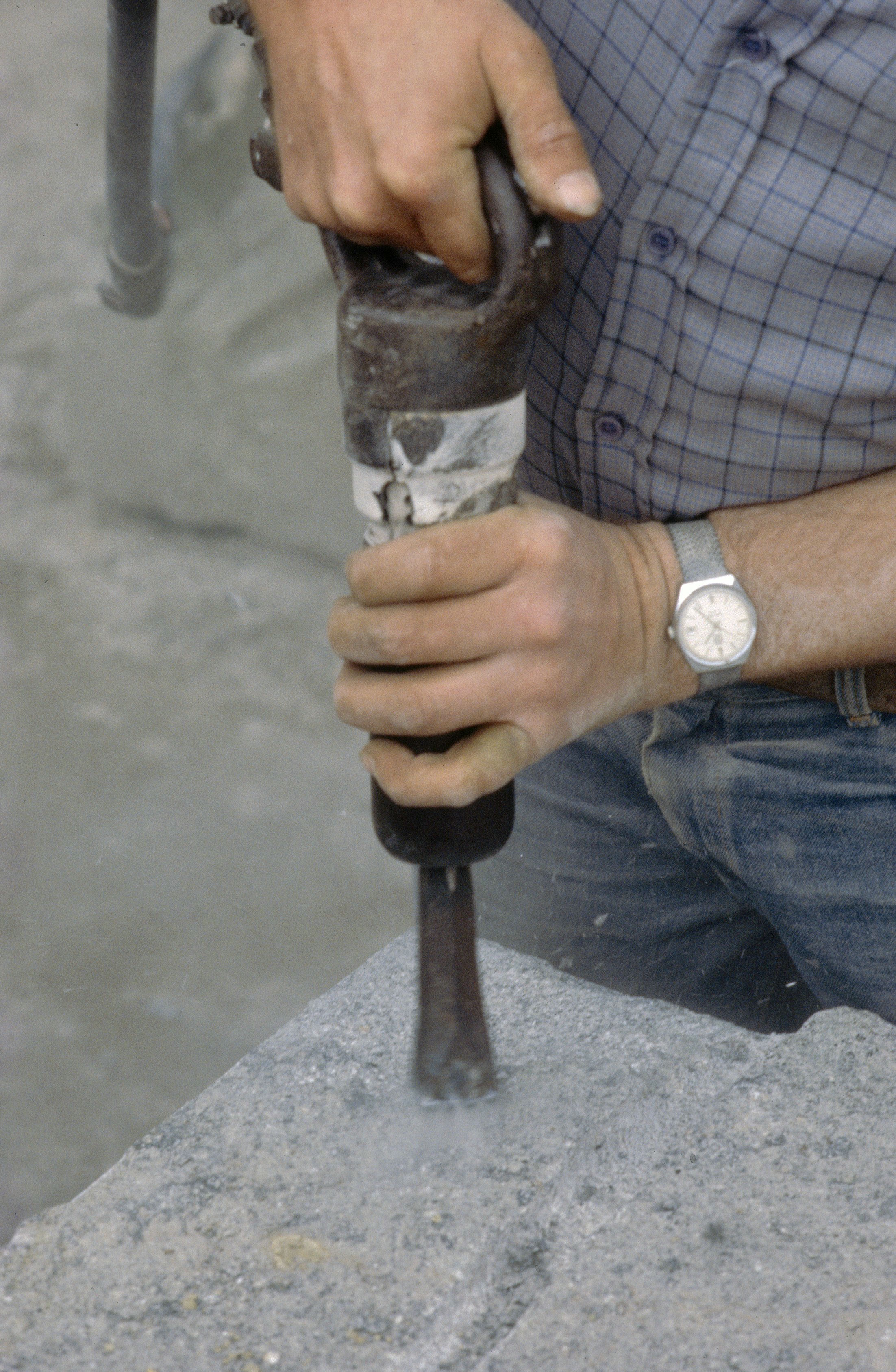
Pemrlování pneumatickým nářadím

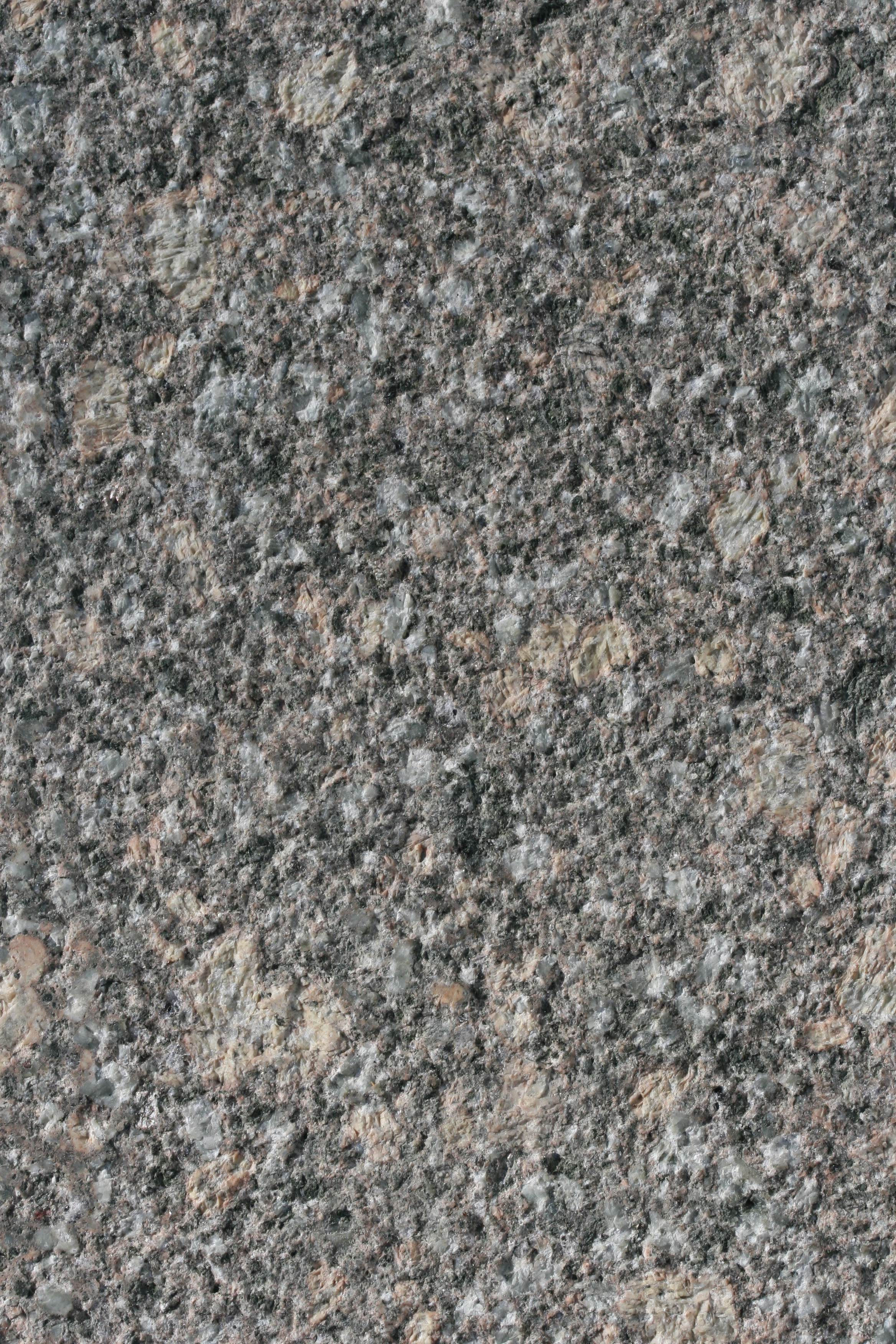
Pemrlovaný povrch žuly

Pemrlování je mechanická povrchová úprava viditelných ploch kamene, betonu, případně teracové omítky. Plochy se upravují údery pemrlice, což je kladivo opatřené pracovní čtvercovou plochou s kovovými jehlany. V odborných textech se používá také termín štokování, který má původ v německém pojmenování pemrlice Stockhammer.
Pemrlování zabudovaných prvků na stavbě se provádí ručním nářadím, v současnosti převážně nářadím elektrickým, nebo pneumatickým. Kvalita upravovaného povrchu je odvislá od počtu a rozměrů hrotů na pemrlovacím kladivu. Pemrlování samostatných kamenných a betonových prvků se provádí na strojích přímo ve výrobnách.
Pemrlováním kamenných dlaždic a schodišťových stupňů se docílí požadovaného součinitele smykového tření zejména u pochozích ploch částí staveb, které nejsou chráněny před deštěm. Pemrlování patří také mezi renovační postupy používané při čištění a obnově vzhledu stávajících kamenných obkladů.